# عشة (المفلحي)

تعديل مصدري - تعديل

عشـة هي إحدى قرى عزلة المفلحي بمديرية المفلحي التابعة لمحافظة لحج، بلغ تعداد سكانها 171 نسمة حسب تعداد اليمن لعام 2004.